# 誘惑 (中島みゆきの曲)
「誘惑」（ゆうわく）は、1982年4月5日に発売された中島みゆきの12作目のシングル。

## 解説
- 前作「悪女」に続く好セールスを記録し、年間邦楽ヒットチャートシングル17位を記録した。
- 両曲共に中島のオリジナルアルバムには未収録である。「誘惑」は『中島みゆき THE BEST』で、「やさしい女」は『Singles』でアルバム初収録となった。
- 2022年11月28日にこのシングルは、ヤマハミュージックコミュニケーションズにより、ジャケット画像は7インチシングル盤でデジタル・ダウンロード配信された。

## 収録曲
1. 誘惑
  - 作詞・作曲：中島みゆき、編曲：船山基紀
2. やさしい女
  - 作詞・作曲：中島みゆき、編曲：井上鑑
  - ベスト・アルバム『大吟醸』（1996年）のポニーキャニオン盤に添付されていた「中島みゆきCD収録全曲リスト」では、編曲者名が船山基紀と記載されていたが、全くの誤りである。

## 収録アルバム
- 中島みゆき THE BEST (#1)
- Singles (#1,2)
- 中島みゆき PRESENTS BEST SELECTION 16 (#1)

## カバー
誘惑
- 研ナオコ（1984年、アルバム『Again』収録）

やさしい女
- 柏原芳恵（1984年、シングル「最愛」のB面に収録）